# Insjön
Insjön is een plaats in de gemeente Leksand in het landschap Dalarna en de provincie Dalarnas län in Zweden. De plaats heeft 2150 inwoners (2005) en een oppervlakte van 318 hectare. De plaats ligt aan het meer Insjön en de rivier de Österdalälven. Er liggen een aantal kleine industriegebieden in de plaats.

## Verkeer en vervoer
Bij de plaats loopt de Riksväg 70.
De plaats heeft een station aan de spoorlijn Uppsala - Morastrand.

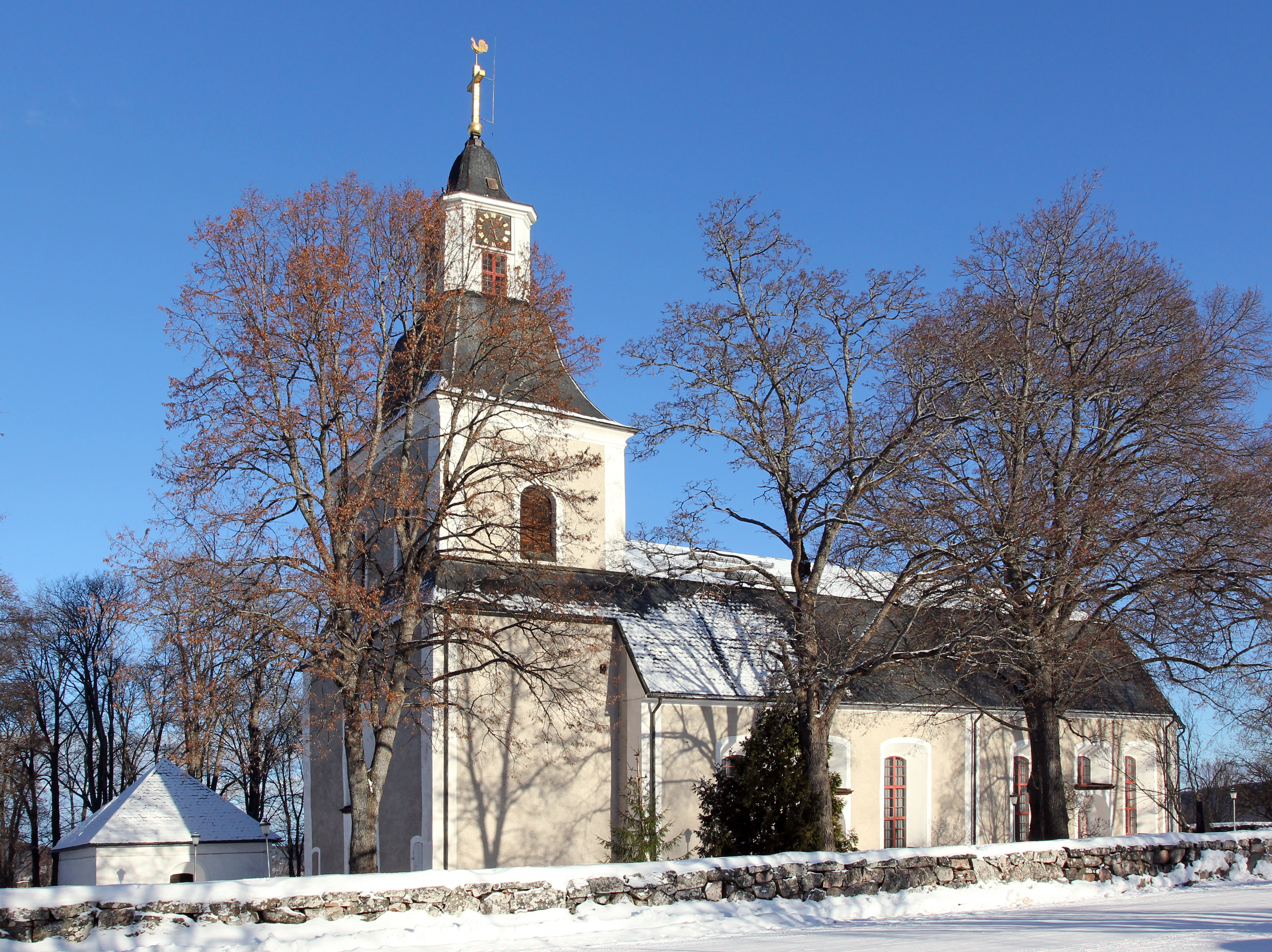
Kerk